# Statens arkiv

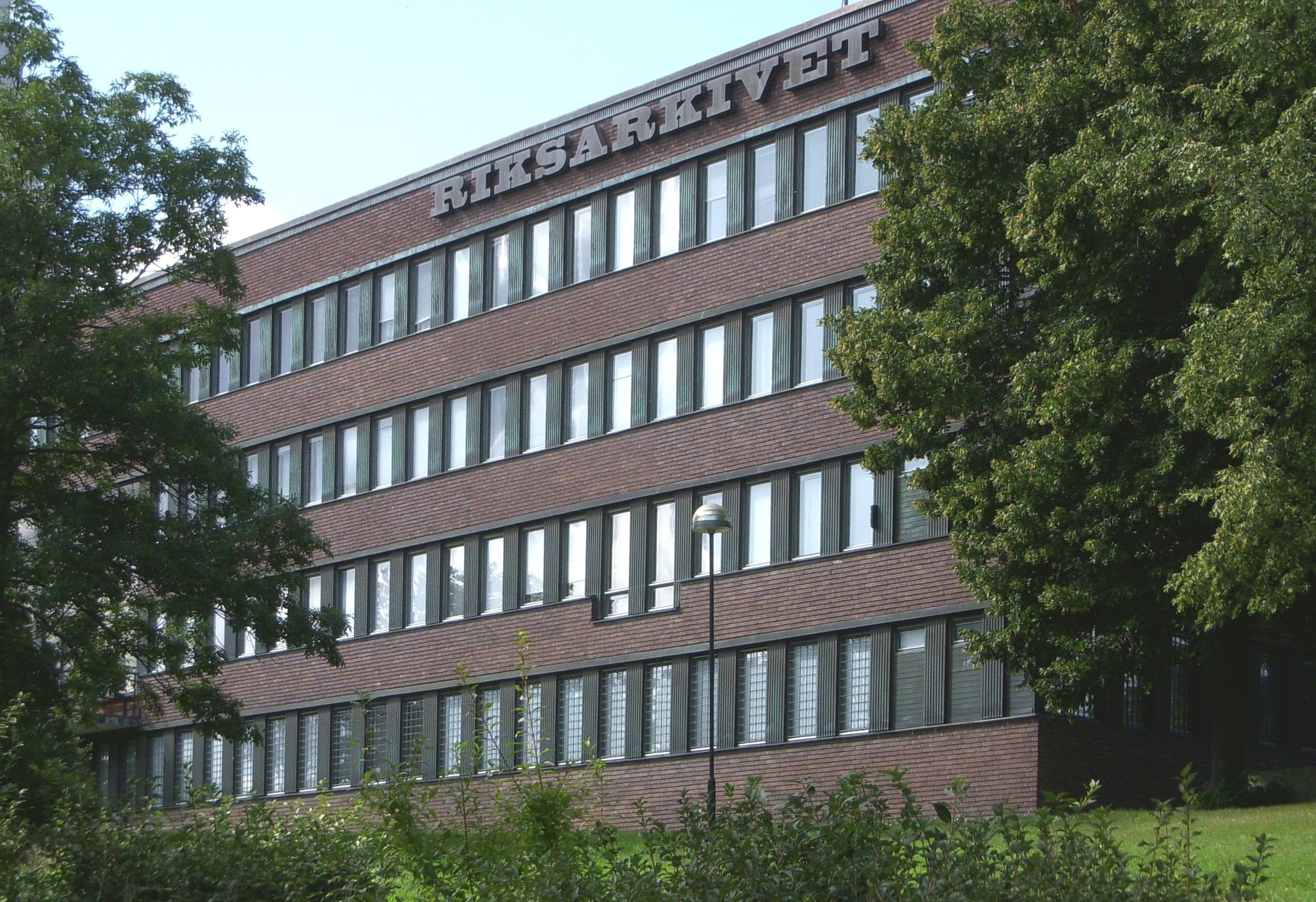
Riksarkivets byggnad i Stockholm 2009

Statens arkiv var fram till den 1 januari 2010 den övergripande benämningen på det statliga svenska arkivväsendet, vilket utgjordes av Riksarkivet och landsarkiven och sorterade under Kulturdepartementet. Från och med 2010 sammanslogs de tidigare självständiga myndigheterna inom Statens arkiv till en myndighet under samlingsnamnet Riksarkivet.
Enligt regeringens regleringsbrev hade Statens arkiv fyra övergripande ansvarsområden:
- att arbeta för en god arkivhantering
- att ta emot, bevara och vårda
- att tillhandahålla och tillgängliggöra
- att erbjuda museitjänster